# Cavernocypris wardi
Cavernocypris wardi är en kräftdjursart som beskrevs av Marmonier, Meisch och Dan Luca Danielopol 1989. Cavernocypris wardi ingår i släktet Cavernocypris och familjen Cyprididae. Inga underarter finns listade i Catalogue of Life.